# Alain Gomez
Pour les articles homonymes, voir Gomez.
Alain Gomez, né le 18 octobre 1938 à Paris, est un haut fonctionnaire et homme d'affaires français.

## Biographie

### Famille
Alain Gomez est né le 18 octobre 1938 dans le 14e arrondissement de Paris du mariage de Francis Gomez, médecin, et de Simone Blet.
Second époux de Francine Le Foyer, héritière et P-DG de JIF-Waterman dont il est divorcé, il épouse le 24 juin 1986 Clémentine Gustin, directrice de la communication
. De ce mariage, naissent deux enfants.

### Formation
Après des études au lycée Lamoricière d'Oran puis au lycée français de Londres, Alain Gomez poursuit ses études à la faculté de droit de Paris, où il obtient une licence en droit. Diplômé de l'Institut d'études politiques de Paris (1959), il est également diplômé du Program for management development (PMD) de l'université de Harvard et a été élève de l’École nationale d'administration en 1963-1965 (promotion Stendhal).

### Politique
Inspecteur des finances de 1965 à 1969, proche de Jean-Pierre Chevènement, il rejoint le groupe Patrie et Progrès, de tendance gaulliste de gauche, qui tente d'associer le nationalisme et la gauche, et qui sera l'un des creusets du Centre d'études, de recherches et d'éducation socialiste (CERES) de Jean-Pierre Chevènement.

### Carrière professionnelle

#### Groupe Saint-Gobain
En 1970, Alain Gomez est nommé directeur financier adjoint de Saint-Gobain SA puis directeur financier en 1971-1972, directeur général en 1972. Il est ensuite président-directeur général de Saint-Gobain Desjonquères en 1973, de Saint-Gobain Emballage en 1974, directeur du département emballage de la compagnie Saint-Gobain Pont-à-Mousson en 1977 puis directeur de la branche conditionnement  (1979-1982) et fibres de renforcement (1980-1982) de Saint-Gobain Pont-à-Mousson.

#### Groupe Thomson

##### 1982 - 1996
En 1982, il est nommé président-directeur général de Thomson-Brandt lors des nationalisations par le gouvernement socialiste de Pierre Mauroy, fonction qu'il occupe jusqu'en 1996, lorsqu'il est « licencié de son poste par Alain Juppé »,.

##### Affaires: non-lieu et blanchiment
Lors de l'affaire des frégates de Taïwan, des soupçons de rétrocommissions ont été portés contre Alain Gomez, qui dirigeait Thomson-CSF à l'époque de l'affaire. Le juge Renaud Van Ruymbeke a enquêté sur Alain Gomez dans ce cadre, mais a conclu à un non-lieu en 2008. Selon le juge, le secret défense lui a été souvent opposé par Thomson, le contraignant au non-lieu.
Alain Gomez a été blanchi de soupçon d’une tentative de déstabilisation contre son concurrent, le groupe Lagardère, tentative connue sous le nom d'opération Couper les ailes de l'oiseau, lorsqu'il était PDG du groupe Thomson, à la suite de l'affaire des Mirages de Taïwan.

#### Groupe Fimalac
Alain Gomez est ensuite administrateur de Fimalac, directeur général du département immobilier, membre du comité exécutif de Fimalac. Au sein de Fimalac, il dirige la filiale Facom de 1999 à 2002.

## Ouvrages
Alain Gomez a publié deux ouvrages sous le pseudonyme de Jacques Mandrin, en collaboration avec Jean-Pierre Chevènement et Didier Motchane :
- L'Énarchie ou les mandarins de la société bourgeoise, 1968
- Socialisme ou social-médiocratie ?, 1969

## Distinctions
Alain Gomez est chevalier de l'ordre national de la Légion d'honneur.

## Pour approfondir